# محاولة اغتيال الملك عبد العزيز
 محاولة اغتيال الملك عبد العزيز  هي محاولة اغتيال فاشلة ضد مؤسس الدولة السعودية الحديثة الملك عبدالعزيز بن عبدالرحمن آل سعود في عام 1935 م

## تفاصيل الحادثة
في يوم عيد الأضحى من عام 1353 هـ الموافق 15 مارس 1935 م، باشر الملك عبد العزيز الطواف مع الطائفين في المسجد الحرام ومعه ابنه الملك سعود وبعض الحرس الشخصي.
عند بدايته في طواف الشوط الخامس وحينما أراد أن يستلم الحجر الأسود، انطلق رجل من مكان بقرب حجر إسماعيل نحو الملك عبد العزيز وكان في يده خنجر يريد قتله، فقام الملك سعود بحماية والده وأمسك بصاحب الخنجر وأبعده عنه وفورا قام أحد الحراس بقتله. وبعدها مباشرة هجم رجل آخر محاولا طعن وقتل الملك عبد العزيز ولكن طعنته أصابت كتف الملك سعود الأيسر بينما كان يحمي ظهر والده، وقام أحد الحرس بقتل المعتدي، ثم انطلق رجل ثالث من ناحية الركن اليماني ولما رأى صاحبيه قد تم قتلهما حاول الهرب، فتم إطلاق النار عليه وإصابته والقبض عليه.